# Froyelles
Froyelles (picardisch: Freuyelle) ist eine nordfranzösische Gemeinde mit 94 Einwohnern (Stand 1. Januar 2022) im Département Somme in der Region Hauts-de-France. Die Gemeinde liegt im Arrondissement Abbeville und ist Teil der Communauté de communes Ponthieu-Marquenterre und des Kantons Rue.

## Geographie
Die Gemeinde liegt rund 4,5 Kilometer südöstlich von Crécy-en-Ponthieu. Zur Gemeinde gehören die Gehöfte La Hayette und Le Préel. Das Gemeindegebiet gehört zum Regionalen Naturpark Baie de Somme Picardie Maritime.

## Geschichte
Der Ort war einer der Schauplätze der Schlacht von Crécy im Hundertjährigen Krieg. 1567 gehörte die Herrschaft dem Grafen von Saisseval.

## Einwohner
| 1962 | 1968 | 1975 | 1982 | 1990 | 1999 | 2006 | 2011 |
| ---- | ---- | ---- | ---- | ---- | ---- | ---- | ---- |
| 74   | 68   | 59   | 56   | 55   | 66   | 92   | 113  |

## Sehenswürdigkeiten
- Kirche Saint-Pierre
- Schloss
- Kriegerdenkmal

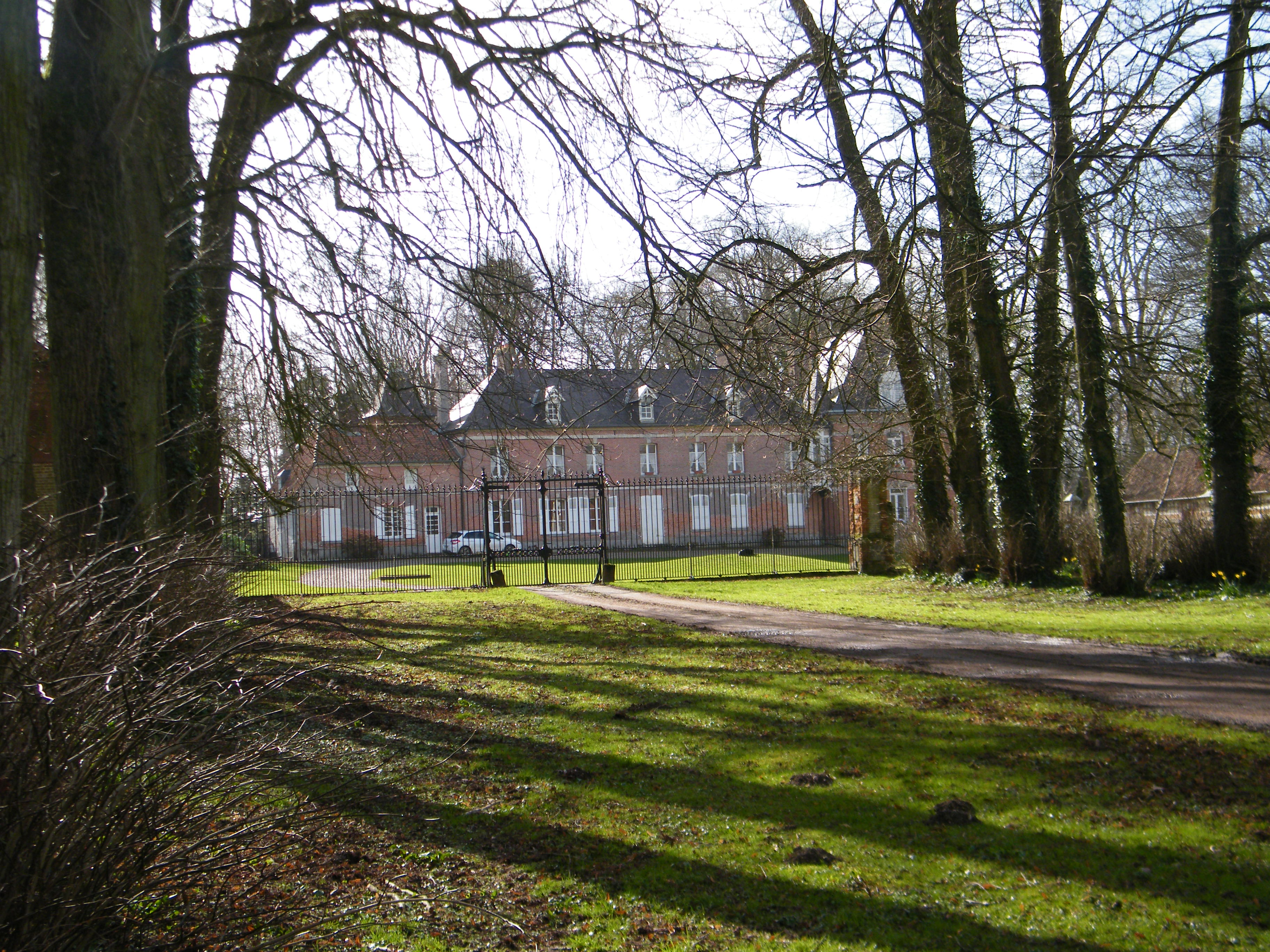
Schloss Froyelles
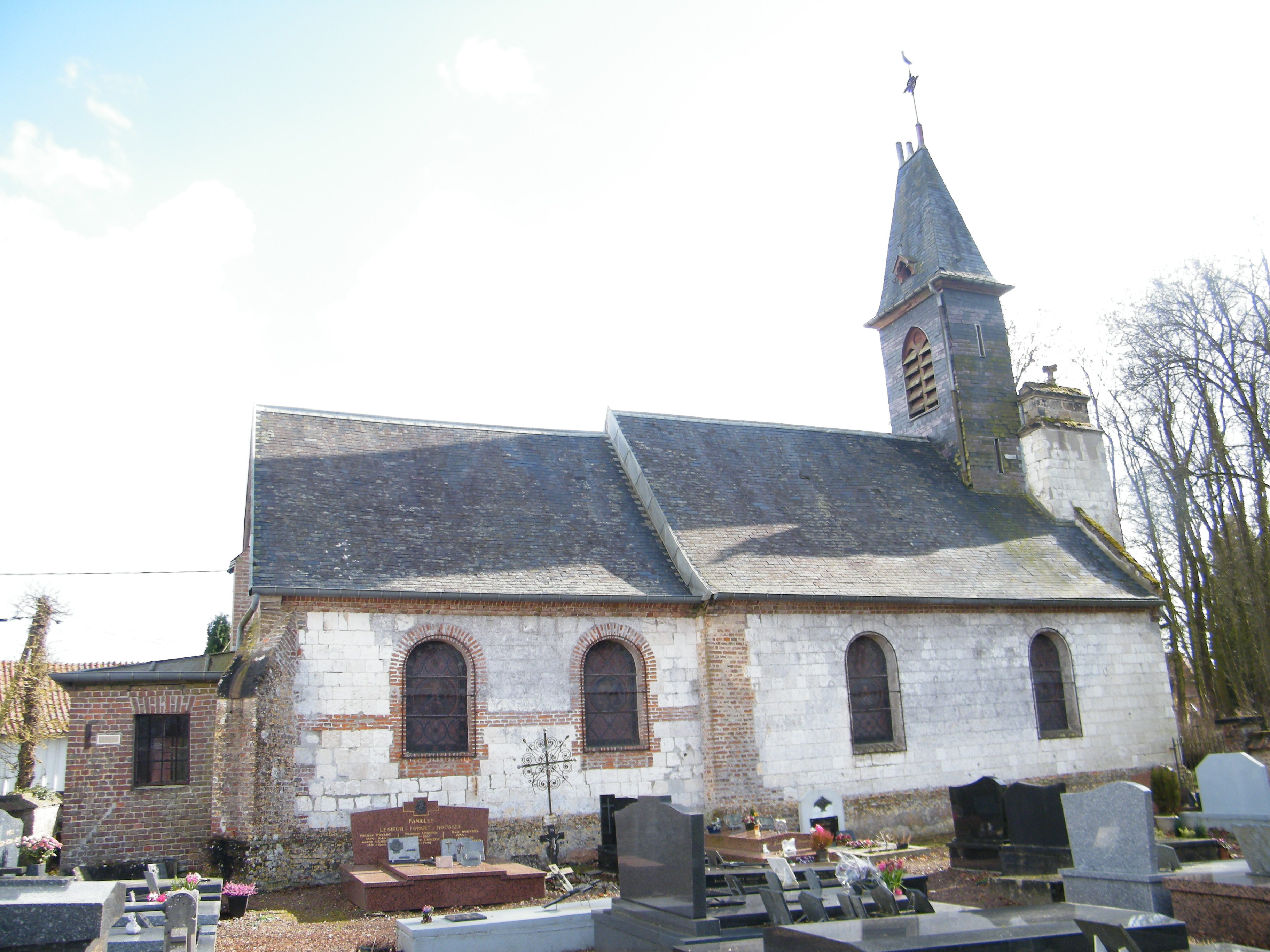
Kirche Saint-Pierre
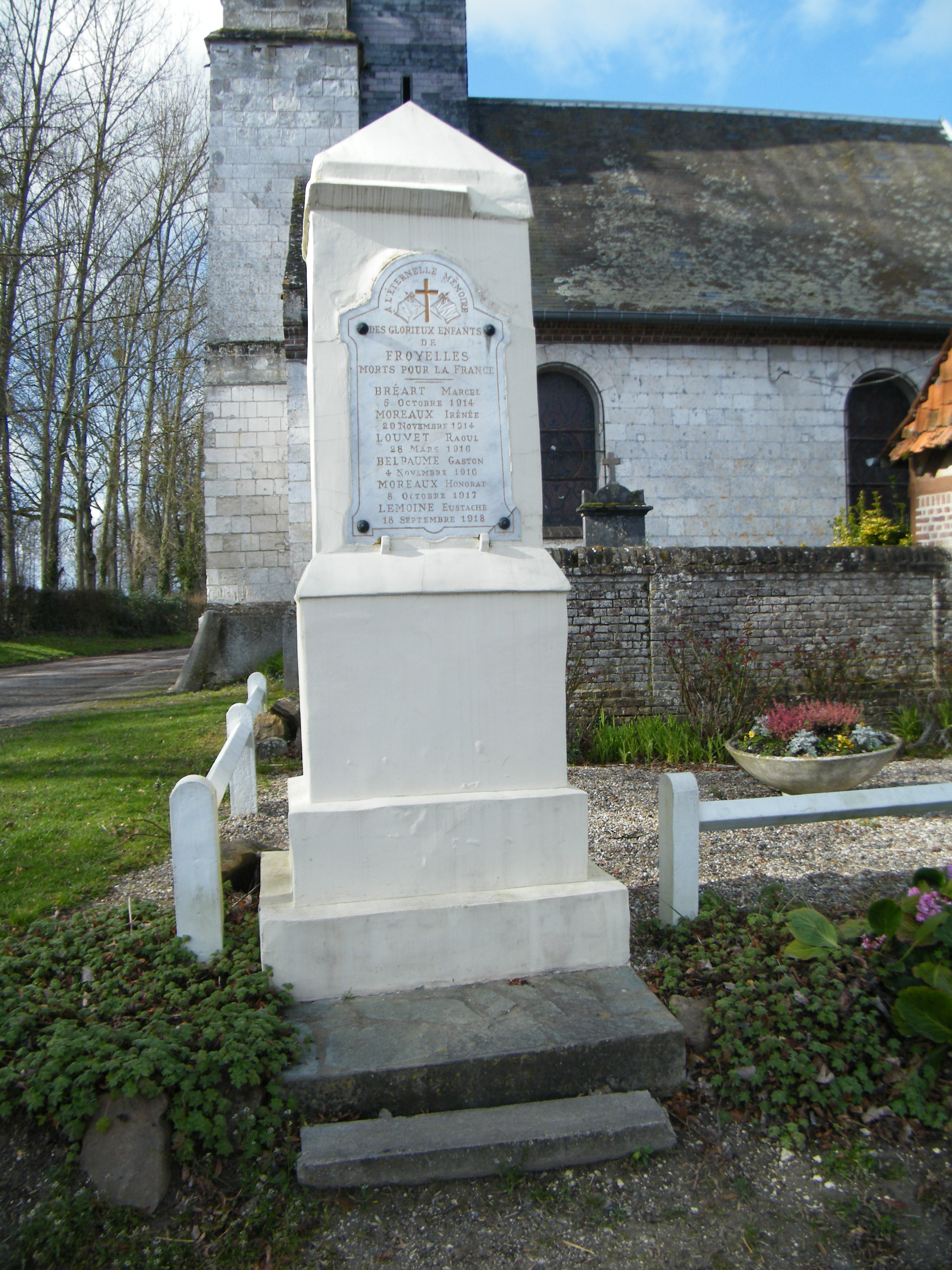
Kriegerdenkmal